# Jill Scott
Jill Scott (Philadelphia, 1972. április 4. –) Grammy-díjas amerikai énekesnő, dalszerző, költő, színésznő.

## Pályafutása
Jill Scott Philadelphiában született és nőtt fel. Első verseit 8. osztályban kezdte írni. Később elkezdte megzenésíteni őket. Egy rendezvényen fedezte fel Ahmir Khalib Thompson, a roots dobosa. Együtt írták a „You Got Me” című dalt, amely 1999-ben világsláger lett, és Grammy-díjat nyert a legjobb rapelőadásért.
Debütáló albuma, a „Who is Jill Scott? Words and Sounds Vol. 1” 2000-ben jelent meg és kétszeres platinalemez lett; Három Grammy-jelölést is kapott rá. Ugyanebben az évben elnyerte az Aretha Franklin-díjat az év előadója kategóriában. 
Jill Scott olyan előadókkal dolgozott együtt, mint Common, Eric Benét és William James Smith. Dupla CD-je, az „Experience: Jill Scott” élő felvételeket és új dalokat tartalmaz. 2001-ben jelent meg.
Következő albuma, a „Beautifully Human: Words and Sounds Vol. 2” 2004-ben jelent meg. Szintén Grammy-díjat és aranylemez minősítést kapott. A 2005-ös Grammy-díjátadón ismét díjazták, ezúttal a legjobb R&B szólóénekes kategóriában.

## Stúdióalbumok
- 2000: Who Is Jill Scott? Words and Sounds Vol. 1.
- 2004: Beautifully Human: Words and Sounds Vol. 2.
- 2007: The Real Thing: Words and Sounds Vol. 3.
- 2011: The Light of the Sun
- 2015: Woman

## Élő albumok
- 2007: Collaborations
- 2011: The Original Jill Scott from the Vault, Vol. 1.

## Másokkal
- 2007: Collaborations
- 2011: The Original Jill Scott from the Vault, Vol. 1.
- 2015: Golden Moments

## Koncertek
- Words and Sounds Tour (2001)
- Buzz Tour (2004)
- Big Beautiful Tour (2005)
- Sugar Water Festival (2005)
- The Real Thing Tour (2008)
- Maxwell & Jill Scott: The Tour (2010)
- Summer Block Party (2011–12)
- An Evening with Jill Scott (2011–12)
- Live in the Moment Tour (2018–19)
- Who is Jill Scott 20th Anniversary Tour (2020)

## Filmek
- Jill Scott az IMDb-n

## Fordítás
- Ez a szócikk részben vagy egészben  a   Jill Scott című német Wikipédia-szócikk ezen változatának fordításán alapul.  Az eredeti cikk szerkesztőit annak laptörténete sorolja fel. Ez a jelzés csupán a megfogalmazás eredetét és a szerzői jogokat jelzi, nem szolgál a cikkben szereplő információk forrásmegjelöléseként.